# Järarna

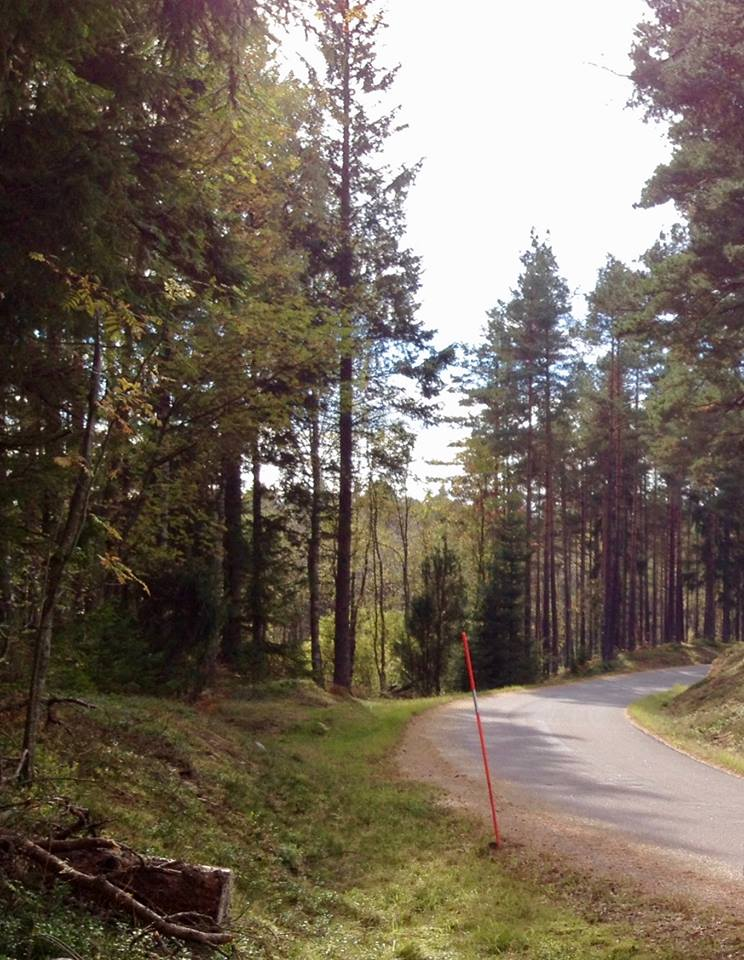
Länsväg 524 på Järarna

Järarna är låga grusåsar belägna mellan Gashult och Råaköp som slingrar sig över de omgivande myrarna. (Namnelementet jär har i sydsvensk dialekt betydelsen "grusås".) Området består till stor del av myrmark med inslag av mycket gammal kortvuxen tallskog.
Länsväg 524 följer åshöjderna. Direkt söder om Järarna ligger naturreservatet Lineberg och den tillhörande Linebergssjön